# أورلا برادي
أورلا برادي (بالإنجليزية: Orla Brady)‏ مواليد 28 مارس 1961 في دبلن، هي ممثلة أيرلندية بدأت مسيرتها الفنية عام 1991.

## الأعمال
- القرش
- فرينج
- سندباد
- أجاثا كريستي بوارو
- دكتور هو
- الأجنبي

## وصلات خارجية
- أورلا برادي على موقع IMDb (الإنجليزية)
- أورلا برادي على موقع روتن توميتوز (الإنجليزية)
- أورلا برادي على موقع ألو سيني (الفرنسية)
- أورلا برادي على موقع ميوزك برينز (الإنجليزية)
- أورلا برادي على موقع أول موفي (الإنجليزية)
- أورلا برادي على موقع قاعدة بيانات الأفلام السويدية (السويدية)
- أورلا برادي على موقع قاعدة بيانات الفيلم (الإنجليزية)
- أورلا برادي على موقع كينوبويسك (الروسية)